# Ron Hansell
Ron Hansell (3 tháng 10 năm 1930 – 8 tháng 2 năm 2013) là một cầu thủ bóng đá thi đấu ở vị trí tiền đạo tầm xa tại Football League cho Norwich City và Chester.